# Irina Davydovna Kuznetsova
Irina Davydovna Kuznetsova , född 1923, var en sovjet-lettisk politiker (kommunist).
Hon var minister för livsmedelsindustrin i lettiska SSR 1965-1984.